# 阿罩霧山

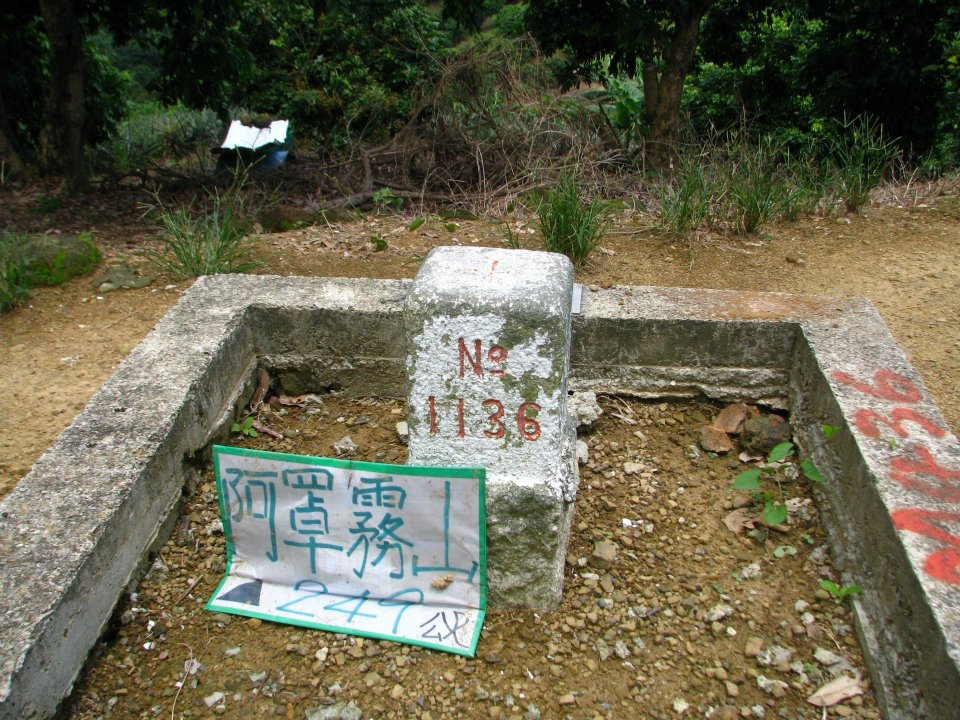
阿罩霧山三角點

阿罩霧山，又名阿罩峰，位於臺灣臺中市霧峰區錦榮里與萊園里交界處的一座山丘，得名自西麓的霧峰聚落舊稱「阿罩霧」，屬於加里山山脈之豐原丘陵，海拔249公尺，為萊園里最高點，2006年入選台灣小百岳。山頂立有二等三角點1136號。其位處大里溪支流乾溪與北溝溪的分水嶺，西側緊鄰霧峰林家花園，北面山腰則為朝陽科技大學校區。

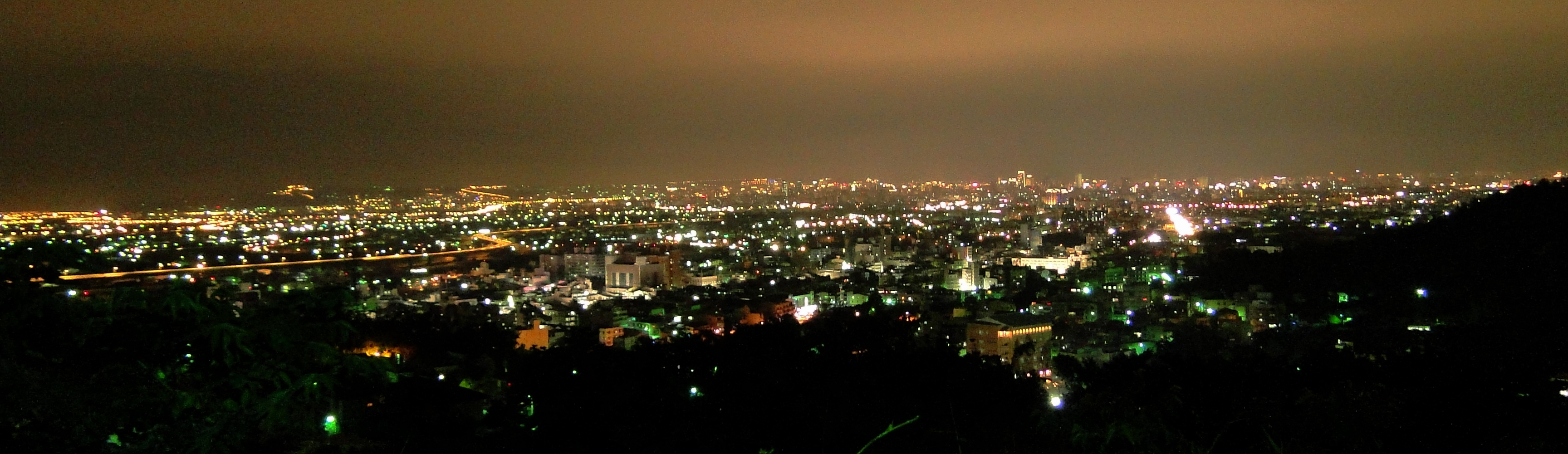
由霧峰區阿罩霧山山腰瞭望的台中都會區夜景